# Tokyo Building
Tokyo Building — офісна будівля в Токіо, Японія.
Будівля Токіо в основному використовується для офісів і служить штаб-квартирою таких компаній:
- Mitsubishi Electric[3]
- JPMorgan Chase
- Mitsubishi Shoji UBS Reality
- Azbil
- Tanaka Kikinzoku Group[4]

На нижніх поверхах також знаходиться торговий центр Tokia та ресторанний центр і нічний клуб Cotton Club.

## Галерея

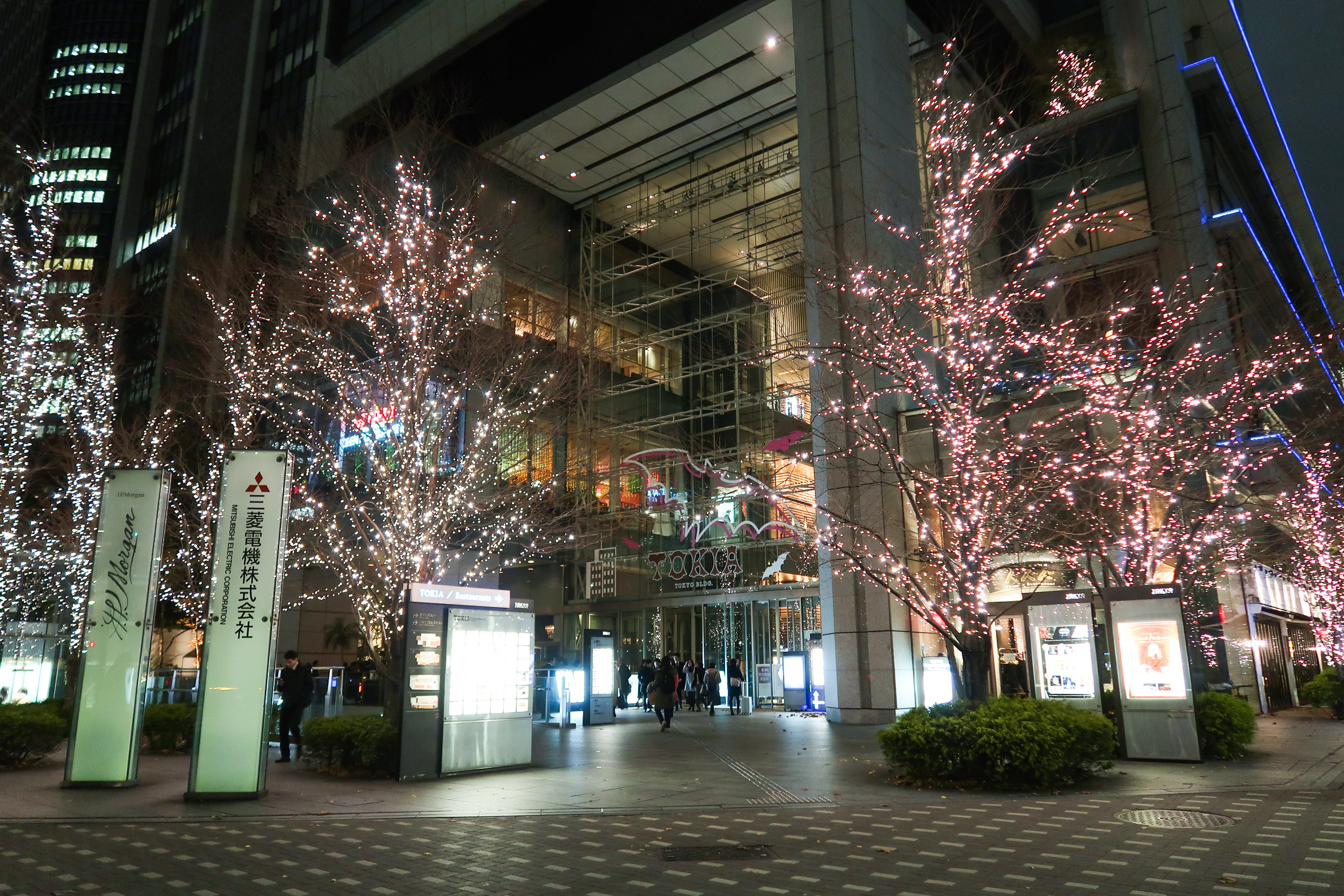
Entrance Плаза
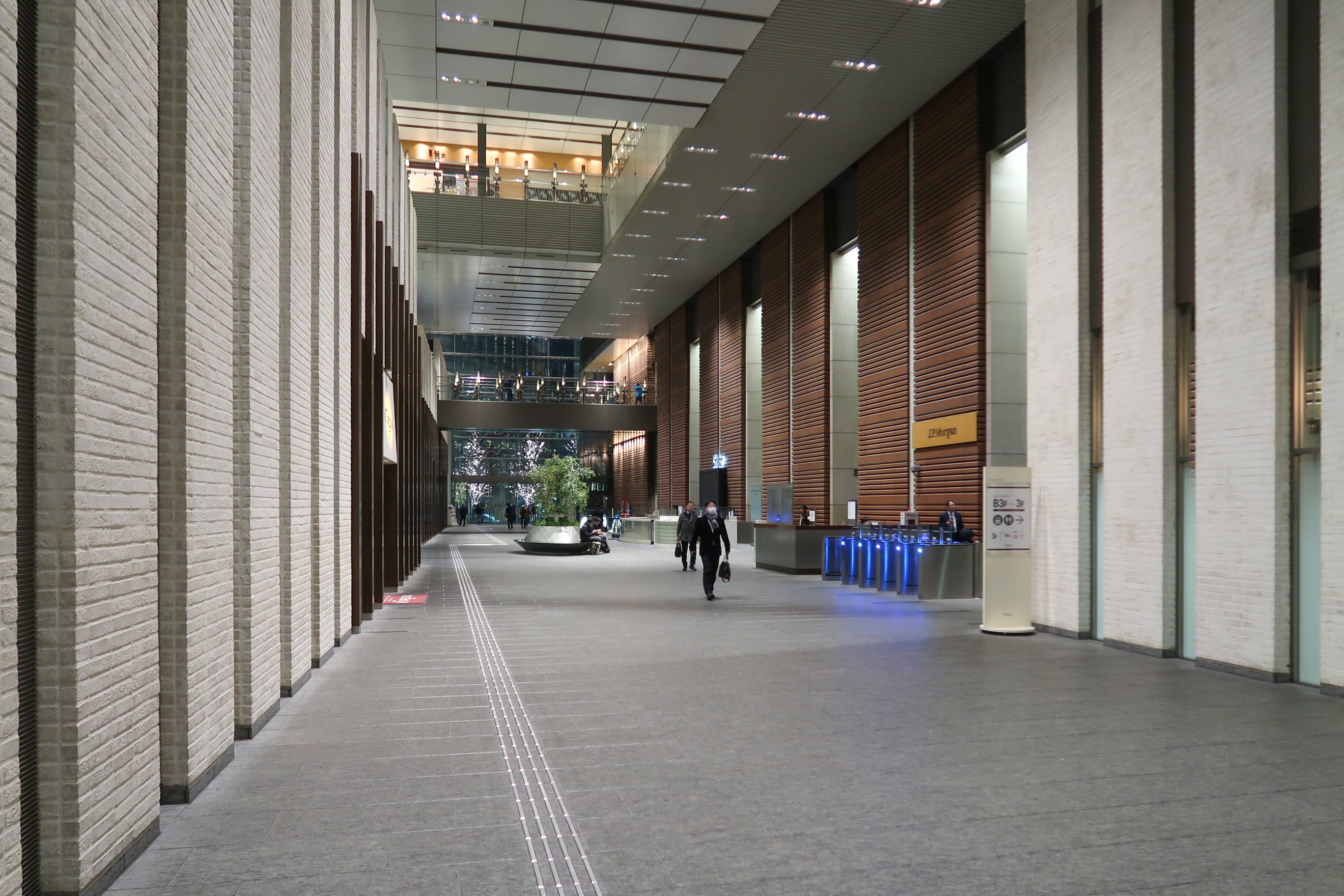
Офіс Лобі
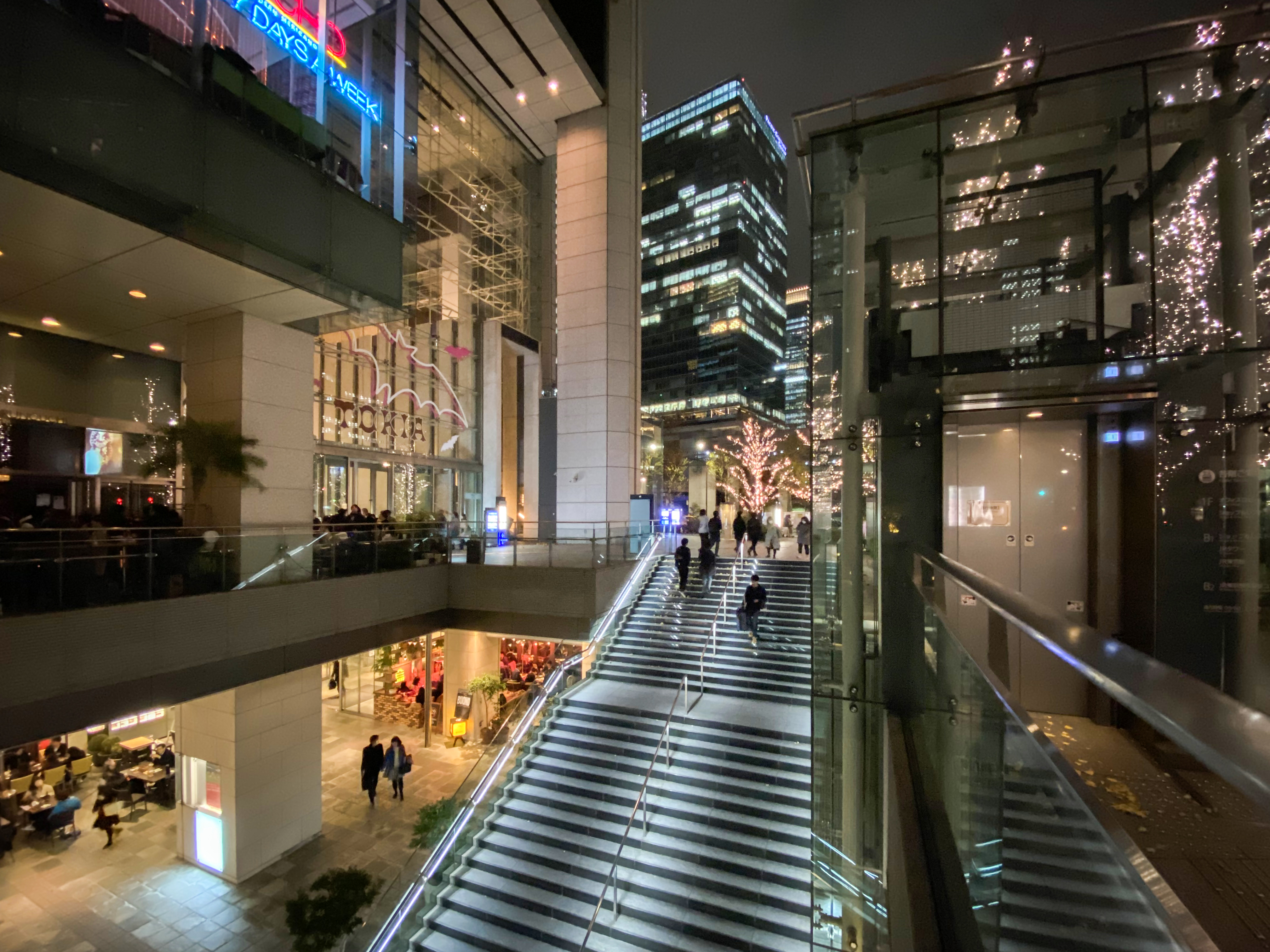
Sunken Плаза
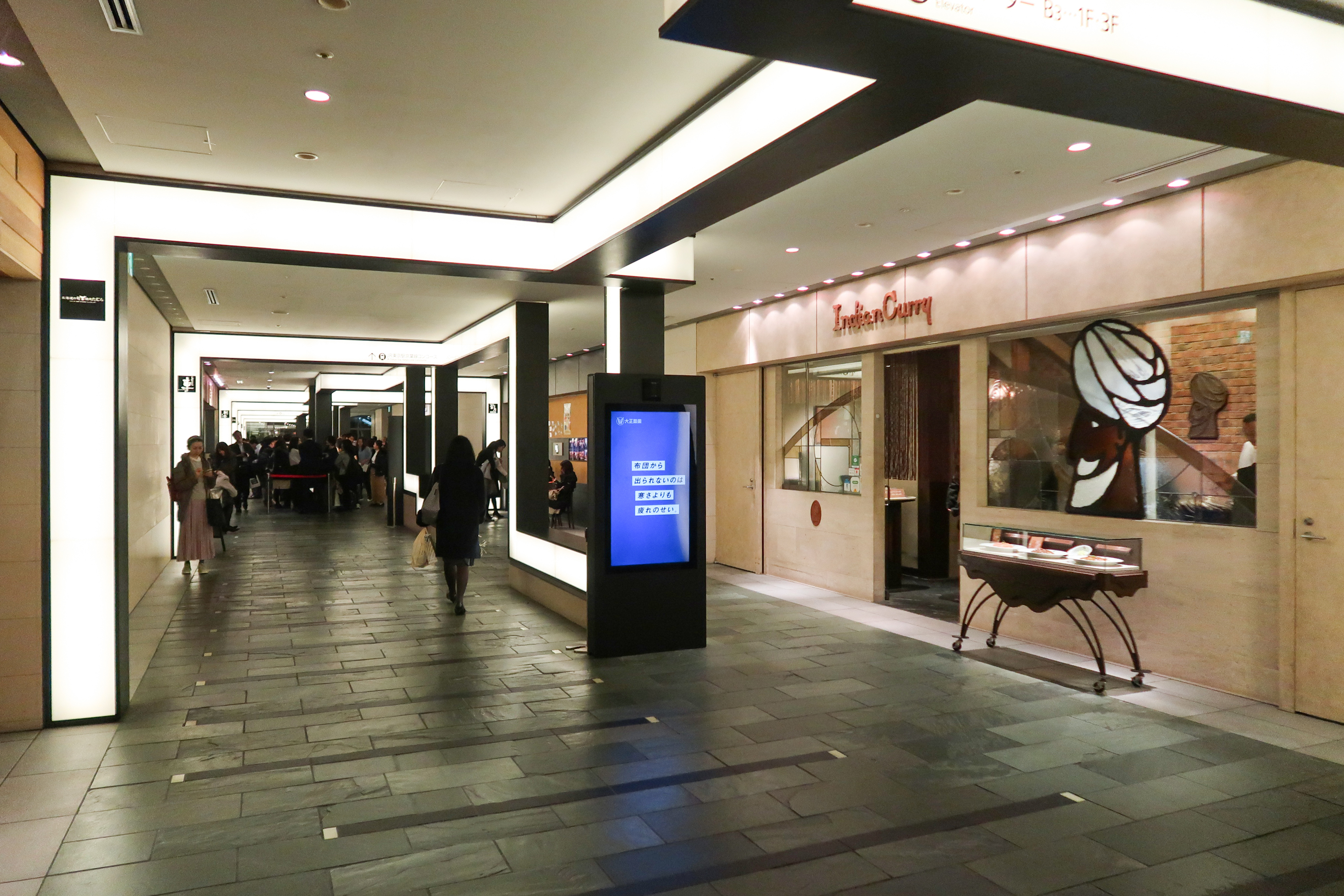
Ресторани